# Equitat (dret)
Als països que apliquen el dret consuetudinari, s'anomena equitat al cos de lleis que va ser desenvolupat pel Tribunal de Cancelleria i que actualment és administrat conjuntament amb el dret consuetudinari. El dret consuetudinari s'entén en aquest context en un sentit estricte, referint-se al cos de dret desenvolupat principalment als tribunals superiors del Tribunal de Primera Instància i el Tribunal de Primera Instància.
Als països amb dret consuetudinari, la paraula "equitat" no és sinònim d'equitat general o justícia natural, sinó que fa referència a un conjunt particular de regles resultants d'un sistema especial de tribunals. Durant gran part de la seva història, el dret consuetudinari anglès s'ha desenvolupat i administrat principalment a les corts reials centrals: la Cort del Banc del Rei i la Hisenda. Equity va ser el nom que se li va donar a la llei que era administrada pel Tribunal de Cancelleria. Les lleis que van reformar el poder judicial a la dècada de 1870 van dur a terme una fusió processal dels dos cossos legals, posant fi a la seva separació institucional.
Tot i això, les reformes no van donar com a resultat una fusió substancial. El raonament judicial o acadèmic que assumeix el contrari ha estat descrit com un “error de fusió”.
Els països que van heretar el sistema de dret consuetudinari difereixen en el tractament actual de l' equity. Durant el segle XX alguns sistemes de dret consuetudinari van començar a centrar-se menys en la història o l'origen institucional de dret substantiu. A Anglaterra i Gal·les, Austràlia, Nova Zelanda i el Canadà, lequity segueix sent un cos legal separat. Lequity moderna inclou, entre d'altres:
- La llei de fideïcomisos expressos, fideïcomisos resultants i fideïcomisos constructius;
- La llei d'obligacions fiduciàries;
- La doctrina dels actes propis en equitat (inclòs la Doctrina dels actes propis promisòria i de propietat);
- Reparació contra sancions i reparació contra decomís;[5]
- Les doctrines de contribució, subrogació i ordenament ;
- Compensació justa

Durant el segle XX es va veure un augment en el debat sobre la utilitat del tractament de l'equity com a cos separat de la llei. Aquests debats s'han anomenat “guerres de fusió”. Un punt particular de controvèrsia en aquest debat ha girat al voltant del concepte d'enriquiment injust i si les àrees del dret tradicionalment considerades justes podrien racionalitzar-se sota un sol cos de llei anomenat dret anglès sobre enriquiment injust.